# 马尔科·巴基奇
马尔科·巴基奇（Mapкo Бакић，1993年11月1日—）是一名黑山足球运动员，司职中场，现在效力于意大利足球甲级联赛球队佛罗伦萨。

## 俱乐部生涯
巴基奇在黑山球队莫格伦开始职业足球生涯。2012年8月30日，他和意大利足球甲级联赛球队都灵签约两年，而佛罗伦萨则拥有巴基奇一半的所有权并能在一个赛季后将他纳入自己球队的阵容。2013年5月19日，他在都灵2比2战平卡塔尼亚的比赛中出场，上演意甲联赛的首秀。2013年6月21日，佛罗伦萨用阿莱西奥·切尔奇一半所有权换取巴吉奇的另一半所有权和现金，巴吉奇正式加盟紫百合。

## 国家队生涯
2012年8月15日，巴基奇在黑山和拉脱维亚的比赛首次代表成年国家队出战。